# Goldie Sayers
Goldie Sayers (ur. 16 lipca 1982 w Newmarket) – brytyjska lekkoatletka specjalizująca się w rzucie oszczepem.
W 2004 oraz 2008 startowała w igrzyskach olimpijskich (w Pekinie zajęła 4. miejsce w finale). Swoją międzynarodową karierę rozpoczynała w 2001 roku od zdobycia srebrnego medalu podczas mistrzostw Europy juniorów. Startowała w mistrzostwach świata (trzy razy: w 2005, 2007 oraz 2009) oraz mistrzostwach Europy. Reprezentantka Wielkiej Brytanii podczas pucharu Europy, drużynowych mistrzostw Europy i zimowego pucharu Europy w rzutach lekkoatletycznych. W 2016 odpadła w eliminacjach konkursu oszczepniczek podczas mistrzostw Europy w Amsterdamie. Medalistka mistrzostw kraju. Rekord życiowy: 66,17 (14 lipca 2012, Londyn) – rezultat ten jest aktualnym rekordem Wielkiej Brytanii.

## Osiągnięcia
| Rok  | Impreza                                 | Miejsce     | Pozycja           | Wynik |
| ---- | --------------------------------------- | ----------- | ----------------- | ----- |
| 2000 | Mistrzostwa świata juniorów             | Santiago    | 6. miejsce        | 51,52 |
| 2001 | Mistrzostwa Europy juniorów             | Grosseto    | 2. miejsce        | 55,40 |
| 2002 | Igrzyska Wspólnoty Narodów              | Manchester  | 6. miejsce        | 51,32 |
| 2003 | Zimowy puchar Europy w rzutach          | Gioia Tauro | 13. miejsce       | 53,26 |
| 2003 | Superliga pucharu Europy                | Florencja   | 7. miejsce        | 55,28 |
| 2003 | Młodzieżowe mistrzostwa Europy          | Bydgoszcz   | 11. miejsce       | 53,90 |
| 2003 | Uniwersjada                             | Daegu       | 5. miejsce        | 54,56 |
| 2004 | Zimowy puchar Europy w rzutach          | Marsa       | 10. miejsce       | 55,93 |
| 2004 | Superliga pucharu Europy                | Bydgoszcz   | 7. miejsce        | 52,90 |
| 2004 | Igrzyska olimpijskie                    | Ateny       | el. – 20. miejsce | 59,11 |
| 2005 | Zimowy puchar Europy w rzutach          | Mersin      | 7. miejsce        | 56,44 |
| 2005 | I liga pucharu Europy                   | Leiria      | 1. miejsce        | 61,37 |
| 2005 | Mistrzostwa świata                      | Helsinki    | 12. miejsce       | 54,44 |
| 2005 | Uniwersjada                             | Izmir       | 4. miejsce        | 56,25 |
| 2006 | Superliga pucharu Europy                | Malaga      | 7. miejsce        | 56,75 |
| 2006 | Mistrzostwa Europy                      | Göteborg    | 12. miejsce       | 54,70 |
| 2006 | Igrzyska Wspólnoty Narodów              | Melbourne   | 5. miejsce        | 57,26 |
| 2007 | Zimowy puchar Europy w rzutach          | Jałta       | 2. miejsce        | 60,02 |
| 2007 | I liga pucharu Europy                   | Vaasa       | 1. miejsce        | 60,41 |
| 2007 | Mistrzostwa świata                      | Osaka       | el. – 18. miejsce | 57,23 |
| 2008 | Zimowy puchar Europy w rzutach          | Split       | 1. miejsce        | 63,65 |
| 2008 | Superliga pucharu Europy                | Annecy      | 4. miejsce        | 57,76 |
| 2008 | Igrzyska olimpijskie                    | Pekin       | 4. miejsce        | 65,75 |
| 2008 | Światowy finał lekkoatletyczny IAAF     | Stuttgart   | 6. miejsce        | 58,04 |
| 2009 | Mistrzostwa świata                      | Berlin      | el. – 13. miejsce | 58,98 |
| 2010 | Zimowy puchar Europy w rzutach          | Arles       | 5. miejsce        | 58,69 |
| 2010 | Superliga drużynowych mistrzostw Europy | Bergen      | 2. miejsce        | 59,25 |
| 2011 | Superliga drużynowych mistrzostw Europy | Sztokholm   | 2. miejsce        | 64,46 |
| 2012 | Zimowy puchar Europy w rzutach          | Bar         | 2. miejsce        | 62,75 |
| 2012 | Mistrzostwa Europy                      | Helsinki    | 4. miejsce        | 63,01 |
| 2014 | Igrzyska Wspólnoty Narodów              | Glasgow     | 7. miejsce        | 57,68 |
| 2014 | Mistrzostwa Europy                      | Zurych      | 8. miejsce        | 58,33 |
| 2015 | Mistrzostwa świata                      | Pekin       | el. – 26. miejsce | 58,28 |
| 2016 | Mistrzostwa Europy                      | Amsterdam   | el. – 26. miejsce | 53,56 |